# Ednaldo Oliveira
Ednaldo Oliveira (Salvador, 19 de fevereiro de 1984) é um lutador brasileiro de MMA. Atualmente disputa nos Peso Meio Pesado.

## Carreira no MMA
Oliveira fez sua estréia no MMA em Salvador e suas lutas seguintes também foram em Salvador. Oliveira lutou contra o veterano do PRIDE Fighting Championships Edson Class Vieira e venceu por TKO quando o adversário machucou o tornozelo no primeiro round. Oliveira se tornou campeão do WFE na 6ª edição do evento. Quando seu cartel era de 13-0-1 (1) foi contratado pelo UFC.

### Ultimate Fighting Championship
Oliveira faria sua estréia no UFC contra Rob Broughton, no UFC 142. Mas Broughton se machucou e foi substituído por Gabriel Gonzaga. Oliveira perdeu no primeiro round.
Oliveira faria sua estréia nos meio pesados contra Nick Penner no UFC on Fuel TV: Muñoz vs. Weidman, mas foi forçado a se retirar devido a uma lesão no braço.
Oliveira era esperado para fazer sua estréia nos meio pesados contra Krzysztof Soszynski no UFC on FX: Sotiropoulos vs. Pearson. Porém uma lesão o tirou do evento.
Oliveira era esperado para enfrentar Robert Drysdale no UFC 163, porém, Drysdale se lesionou e foi substituído por Francimar Barroso. Oliveira perdeu por decisão unânime. Depois da derrota, Ednaldo Oliveira foi demitido pelo UFC.

## Cartel no MMA
| Cartel no MMA   |             |            |
| 19 lutas        | 14 vitórias | 3 derrotas |
| Por nocaute     | 9           | 0          |
| Por finalização | 2           | 2          |
| Por decisão     | 3           | 1          |
| Empates         | 1           | 1          |
| No contest      | 1           | 1          |

| Res.    | Cartel     | Oponente                  | Método                                    | Evento                     | Data       | Round | Tempo | Local                      | Notas                                 |
| ------- | ---------- | ------------------------- | ----------------------------------------- | -------------------------- | ---------- | ----- | ----- | -------------------------- | ------------------------------------- |
| Derrota | 14-3-1 (1) | Mikhail Mokhnatkin        | Finalização (estrangulamento com armlock) | Fight Nights Petersburg    | 23/10/2015 | 1     | 4:50  | St. Petersburg             |                                       |
| Vitória | 14-2-1 (1) | Edinaldo Novaes           | TKO (socos)                               | Champion Pro MMA Fights 3  | 05/09/2015 |       |       | Salvador, Bahia            |                                       |
| Derrota | 13-2-1 (1) | Francimar Barroso         | Decisão (unânime)                         | UFC 163: Aldo vs. Jung     | 03/08/2013 | 3     | 5:00  | Rio de Janeiro             |                                       |
| Derrota | 13-1-1 (1) | Gabriel Gonzaga           | Finalização (mata leão)                   | UFC 142: Aldo vs. Mendes   | 14/01/2012 | 1     | 3:22  | Rio de Janeiro             |                                       |
| Vitória | 13-0-1 (1) | Nalzinho Novaes           | KO (socos)                                | Minotauro Fights 6         | 21/10/2011 | 1     | 2:35  | Aracaju, Sergipe           |                                       |
| Vitória | 12-0-1 (1) | Jair Goncalves            | TKO (socos)                               | WFE 10 - Platinum          | 16/09/2011 | 1     | 4:30  | Salvador, Bahia            |                                       |
| Vitória | 11-0-1 (1) | Ubiratan Marinho Lima     | Decisão (unânime)                         | Jungle Fight 30            | 30/07/2011 | 3     | 5:00  | Belém, Pará                |                                       |
| NC      | 10-0-1 (1) | Luiz Guilherme de Andrade | NC (golpe no olho)                        | Jungle Fight 29            | 25/06/2011 | 1     | N/A   | Serra, Espírito Santo      |                                       |
| Vitória | 10-0-1     | Edson Franca              | TKO (socos)                               | WFE 9 - Platinum           | 14/05/2011 | 2     | 4:57  | Salvador, Bahia            |                                       |
| Vitória | 9–0-1      | Antidio Neto              | KO (soco)                                 | Jungle Fight 25            | 19/02/2011 | 1     | 1:03  | Vila Velha, Espírito Santo |                                       |
| Vitória | 8–0-1      | Geronimo dos Santos       | TKO (cansaço)                             | WFE 8 - Platinum           | 15/12/2010 | 1     | 5:00  | Salvador, Bahia            |                                       |
| Vitória | 7–0-1      | Joaquim Ferreira          | Decisão (unânime)                         | WFE 6                      | 26/05/2010 | 5     | 5:00  | Salvador, Bahia            | Ganhou o Cinturão Peso Pesado do WFE. |
| Vitória | 6–0-1      | Edson Claas Vieira        | TKO (lesão no tornozelo)                  | WFE 5                      | 21/11/2009 | 1     | 1:00  | Salvador, Bahia            |                                       |
| Vitória | 5–0-1      | Artur Tubarão             | TKO (socos)                               | Jungle Fight 14: Ceará     | 09/05/2009 | 1     | 3:46  | Fortaleza                  |                                       |
| Empate  | 4–0-1      | Grimaldo Oliveira         | Empate                                    | Prime - MMA Championship 3 | 01/07/2008 | 3     | 5:00  | Salvador, Bahia            |                                       |
| Vitória | 4–0        | Jailson Silva Santos      | Finalização (mata leão)                   | Prime - MMA Championship 2 | 08/03/2008 | 2     | N/A   | Salvador, Bahia            |                                       |
| Vitória | 3–0        | Ed Carlos Mata            | Finalização (socos)                       | Prime - MMA Championship   | 01/12/2007 | 1     | 3:25  | Salvador, Bahia            |                                       |
| Vitória | 2–0        | Alexander Crispin         | TKO (parada do córner)                    | BC - Bahia Combat          | 22/08/2006 | 1     | 5:00  | Salvador, Bahia            |                                       |
| Vitória | 1–0        | Van Clei                  | Decisão (unânime)                         | CDL - Clube da Luta 4      | 09/09/2005 | N/A   | N/A   | Brasil                     |                                       |